# Дятлик термітовий
Дя́тлик термітовий (Pardipicus nivosus) — вид дятлоподібних птахів родини дятлових (Picidae). Мешкає в Західній і Центральній Африці.

## Опис
Довжина птаха становить 14-16 см, вага 30-49 г. У самців номінативного підвиду верхня частина тіла повністю бронзово-зелена, включно з надхвістям і верхніми покривними перами крил, дуже рідко буває поцяткована світлими плямками. Крила коричневі з зеленими краями і жовтувато-зеленими смугами на внутрішніх опахалах махових пер. На зовнішніх опахалах є світлі плями. Верхня сторона хвоста чорнувато-коричнева. 
Нижня частина тіла темно-оливкова, горло і груди поцятковані білувато-охристими плямками, на хвості і на боках вони переходять у смуги. Нижня сторона крил жовтувата. Нижня сторона хвоста чорнувато-коричнева, на крайніх стернових перах є жовтуваті плями. 
Верхня частина голови темно-оливково-зелена або чорнувато-оливкова, потилиця червона. Підборіддя, обличчя і голова з боків білуваті або охристі, сильно поцятковані оливковими смугами, за очима іноді є світлі смуги. 
Райдужки червонувато-карі або червоні, навколо очей тьмяно-оливкові кільця. Дзьоб короткий, вузький біля основи, зверху чорнуватий, знизу сизуватий або зеленувато-сірий. Лапи оливкові або зеленуваті. У самиць червоні плями на потилиці відсутні, ця частина голови у них чорнувато-оливкова.
У представників підвиду P. n. poensis нижня частина тіла біліша, ніж у представників номінативного підвиду, жовті плями на хвості більші, плями на грудях більш смугоподібні. Представників підвиду P. n. herberti є дещо меншими за представників номінативного підвиду, верхня частина тіла у них більш зелена і менш бронзова, нижня частина тіла більш жовта, плями на грудях більш смугоподібні, живіт загалом здається світлішим через те, що світлі смуги на ньому більш широкі, верхня частина хвоста більш зелена, крила і стервнові пера мають більш широкі світлі краї.

## Підвиди
Виділяють три підвиди:
- P. n. nivosus (Swainson, 1837) — від Сенегалу і Гамбії до Габону, заходу ДР Конго, північно-західної Замбії і північно-західної Анголи;
- P. n. poensis (Alexander, 1903) — острів Біоко;
- P. n. herberti (Alexander, 1908) — від півдня ЦАР і крайнього південного заходу Південного Судану до сходу ДР Конго, центральної Уганди і західної Кенії.

## Поширення і екологія
Термітові дятлики живуть у вологих рівнинних тропічних лісах, в густих вторинних лісах, заростях Gmelina, мозаїчних рідколіссях, чагарникових заростях, на плантаціях і в садах, трапляються на відкритих трав'янистих галявинах. Зустрічаються парами, на висоті до 950 м над рівнем моря, місцями на висоті до 1800 м над рівнем моря. Часто приєднуються до змішаних зграй птахів. Живляться переважно мурахами з роду Crematogaster і термітами, шукають їжу в нижньому ярусі лісу. Сезон розмноження триває з листопада по червень. Гніздяться в дуплах дерев, часто в гніздах деревних мурах і термітів. В кладці 2 яйця.